# 도시락 전쟁
《도시락 전쟁》(ベン・トー 벤토[*])은 일본의 작가 아사우라가 쓰고, 시바노 카이토가 일러스트를 담당한 라이트 노벨이다. 슈퍼 대시 문고(슈에이샤)에서 발행되며 대한민국에서는 익스트림 노벨(학산문화사)로 발매된다.

## 줄거리
가난한 고교생 사토 요우는 슈퍼에서 반값 도시락을 보고는 뛰어드나, 무언가에 휩싸여 쓰러지고 만다. 정신을 차리고 보니 바닥에 쓰러져 있었고 그 슈퍼가 도시락을 쟁취하기 위한 거대한 '배틀 로얄'이라는 것을 알게 되는데...

## 등장인물
- 사토 요우 (佐藤 洋), CV:시모노 히로

카라스다 고교 1학년생. 기숙사에 살고 있어, 금전적으로 아슬아슬한 생활을 하고 있던 차에, 슈퍼의 반값도시락 쟁탈전에 휘말리게 된다. 이를 계기로 하프 프라이서(Half Pricer, 이하 HP)동호회에 반강제로 가입당한다. 체력에는 자신이 있는 편이며, 본의는 아니지만, 결과적으로 변태행위를 빈번히 일으켜 버리기도 한다. 가족이 모두 세가 게임의 팬이다.이명은'변태'
- 야리즈이 센 (槍水 仙), CV:이세 마리야

카라스다 고교 2학년생으로, HP동호회의 부장. 이명(異名)은 '빙결의 마녀'. 흰 피부의 미인이지만 다크 계통의 아이섀도와 검은색 스타킹, 하드 부츠라는 복장으로 접근하기 어려워 보이는 분위기를 풍기고 있다. 실제로는 다정한 면도 있으며, 변명 등을 싫어하는 착실한 성격. 밑으로는 여동생이 한 명 있다.
- 오시로이 하나 (白粉 花), CV:유우키 아오이

카라스다 고교 1학년생. 소설을 쓰는 것이 취미로 라이트 노벨 연구회에 소속되어 있었으나, HP동호회에도 가입하게 된다. 내성적이고 소극적인 성격. 작고 어려 보이는 모습과는 반대로, 마초스러운 남자를 좋아해, '근육 형사(머슬 데카)'라고 하는 소설을 쓰고 있다.
- 샤가 아야메（著莪 あやめ), CV:카토 에미리

마루토미 대학 부속 고교 1학년생. 사토 사촌누나. 이탈리아인 어머니를 둔 혼혈. 사토 요우와는 사촌으로, 생일도 같고 생가가 가까운 관계로 어릴때부터 쌍둥이인 것처럼 자랐다. 사토는 샤가가 하라는 대로 끌려가는 경향이 있다. 부수수한 금발에 안경을 쓰고 있지만, 미인. 이명은 '호수의 가인'
- 시라우메 우메（白梅 梅), CV:카야노 아이

카라스다 고교 1학년생이며, 학급 위원장. 어른스럽고 꼼꼼한 성격이다. 기가 세서, 마음에 들지 않으면 손이 나가 버리는 면도 있다. 오시로이를 맹목적으로 좋아하고 있어, 사토가 오시로이와 함께 있는 것을 목격할 때마다 폭력을 행사한다.
- 이노우에 아세비（井ノ上 あせび), CV:타케타츠 아야나

마루토미 대학 부속 고교 1학년생. 패미컴 동호회에 소속되어 있으며, 샤가 아야메의 친구이다. 본인은 자각하지 못하나, 불운한 일이 빈번하게 발생한다. 차에 치이거나, 감기가 낫지 않는 등 가여운 소녀. 게다가 그녀와 같이 있거나 만져지는 사람들까지 불운에 휘말리는 경우도 있다. 평소에는 고양이귀 모자를 쓰고 다닌다. 늑대들도 무서워하는 존재.
- 카네시로 유우（金城 優), CV:미야노 마모루

카라스다 고교 3학년생. 예전에는 모르는 사람이 없었던 존재로 최강이라 불리었던 늑대. 이명은 '마도사(위저드)'. 반값 도시락을 먹기 위해 싸운다기 보다는, 도시락을 얻는 과정에서 자신을 시험하고 즐기는 장소라는 점에 흥미를 느낀다. 특 우등생으로 출석일수등을 면제받고 있어, 학교에는 거의 오지 않는다. 전 HP동호회 부장.
- 사와기 쿄우（沢桔 梗), CV:타무라 유카리

마루토미 대학 부속 고교 2학년생. 쌍둥이 중 언니. 학생회장을 맡고 있다. 긴 머리에 컬이 져 있어 화려해보이는 인상이다. 감정을 겉으로 드러내기 쉬워 표정이 풍부하며, 흥분하면 말문이 막히는 특징이 있다. 항상 쌍둥이 동생인 쿄우(鏡)에게 이런저런 도움을 받고 있다. 자매의 이명은 '오르토로스'
- 사와기 쿄우（沢桔 鏡), CV:호리에 유이

마루토미 대학 부속 고교 2학년생. 쌍둥이 중 동생. 부학생회장을 맡고 있다. 머리는 숏컷이지만, 귀밑 부분은 길게 늘어뜨리고 있다. 항상 언니와 행동을 함께 하면서 언니를 도와주는 것이 자신의 역할이라고 인식하고 있다. 말투나 표정은 담담한 편으로, 평소에는 냉정 침착하다.